# Анализ портфельных рисков
Анализ портфельных рисков (англ. Portfolio risk analysis) — один из этапов управления рисками портфеля проектов.

## Введение
Управление рисками портфеля проектов состоит из следующих этапов: идентификация портфельных рисков, анализ рисков, разработка планов реагирования на риски, мониторинг и контроль портфельных рисков. На этапе анализа рисков должны быть определены вероятность возникновения и вклады определённых рисков отдельных проектов, принимая во внимание опыт и исторические данные. Должны быть выполнены качественный анализ и количественный.
Анализ уровня риска является одним из важнейших этапов, так как для управления риском его необходимо, прежде всего, проанализировать и оценить. В экономической литературе существует множество определений этого понятия, однако в общем случае под оценкой и анализом риска понимается систематический процесс выявления факторов и видов риска и их количественная оценка, то есть методология анализа рисков сочетает взаимодополняющие количественный и качественный подходы.
При проведении анализа, на входе мы имеем реестр портфельных рисков и план по управлению портфелем, в то время как на выходе получаем обновленный реестр портфельных рисков и таблицу экспозиций портфельных рисков.

## Цель анализа
Качественный и количественный анализы портфельных рисков осуществляются для проведения приоритизации идентифицированных рисков. Полученная информация важна для дальнейших этапов управления рисками, а также для последующих процессов селекции и мониторинга. Организации могут более эффективно улучшить показатели портфеля, фокусируясь на рисках с более высокой приоритетностью. Процесс анализа портфельных рисков определяет приоритет идентифицированных рисков, используя вероятность их возникновения и соответствующее влияние на цели портфеля. Анализ принимает во внимание терпимость организации и всех заинтересованных лиц к риску. Процесс анализа рисков должен периодически повторяться на протяжении жизненного цикла портфеля.

## Входные данные
1. Реестр портфельных рисков — перечень идентифицированных рисков и любая дополнительная информация из предшествующих итераций процессов управления проектами.
2. План по управлению портфелем. Важен его компонент — план по управлению рисками, который определяет роли и ответственности за создание управления рисками, бюджеты, плановые мероприятия для управления рисками, категории рисков, определения вероятности и влияния, матрицы вероятности и влияния и проверенная терпимость заинтересованных лиц к риску. Если подобные данные не доступны, то они должны быть разработаны в ходе анализа.

## Инструменты и методы

### Оценка вероятности и влияния риска (качественный анализ)
Оценка вероятности риска определяет вероятность возникновения каждого конкретного риска. Влияние оценки риска исследует потенциальный эффект, как положительные, так и отрицательные, на одну цель портфеля или более.
Вероятность и влияние оцениваются для каждого идентифицированного риска. Риск может быть оценен посредством интервью и встреч с участниками, которые были выбраны из-за сходства категорий риска. Члены команды по управлению портфелем и другие осведомленные лица, не занимающиеся портфелем, также вовлечены. Требуется экспертное мнение, так как может иметься небольшое количество информации о рисках из базы данных организации о предыдущих проектах, программах и портфелях. Кроме того, может понадобиться опытный координатор для того, чтобы вести переговоры, так как участники могут иметь малый опыт в оценке рисков.
Уровень вероятности каждого риска и его влияние на каждую цель оценивается во время интервью или митинга. Пояснительные детали, включая предпосылки, обосновывающие присвоенный уровень, также записываются. Вероятность и влияние рисков классифицированы в соответствии с определениями, данными в плане по управлению рисками. Иногда риски с очевидно низким рейтингом вероятности и влияния не вовлекаются в дополнительные исследования, но включаются в общую категорию для мониторинга.
Инструменты:
- Техники интервьюирования
- Распределения вероятности
- Матрица вероятности и влияния
- Инструменты финансового анализа
- Оценка тенденций рисков
- Проверка предложений о проекте
- Оценка точности данных

Задачей качественного анализа риска является выявление источников и причин риска, проектов, при выполнении которых возникает риск, то есть:
- Определение потенциальных зон риска
- Выявление рисков, сопутствующих деятельности предприятия
- Прогнозирование практических выгод и возможных негативных последствий проявления выявленных рисков

Основная цель данного этапа — выявить основные виды рисков, влияющих на финансово-хозяйственную деятельность. Преимущество такого подхода заключается в том, что уже на начальном этапе анализа руководитель предприятия может наглядно оценить степень рискованности по количественному составу рисков и уже на этом этапе отказаться от претворения в жизнь определённого решения.
Итоговые результаты качественного анализа риска, в свою очередь, служат исходной информацией для проведения количественного анализа, то есть оцениваются только те риски, которые присутствуют при осуществлении конкретной операции алгоритма принятия решения.

### Количественный анализ риска
На этапе количественного анализа риска вычисляются числовые значения величин отдельных рисков и риска портфеля в целом. Также выявляется возможный ущерб и даётся стоимостная оценка от проявления риска и, наконец, завершающей стадией количественной оценки является выработка системы антирисковых мероприятий и расчет их стоимостного эквивалента.
Количественный анализ можно формализовать, для чего используется инструментарий теории вероятностей, математической статистики, теории исследования операций. Наиболее распространенными методами количественного анализа риска являются статистические, аналитические, метод экспертных оценок, метод аналогов.

#### Статистические методы
Суть статистических методов оценки риска заключается в определении вероятности возникновения потерь на основе статистических данных предшествующего периода и установлении области (зоны) риска, коэффициента риска и т. д. Достоинствами статистических методов является возможность анализировать и оценивать различные варианты развития событий и учитывать разные факторы рисков в рамках одного подхода. Основным недостатком этих методов считается необходимость использования в них вероятностных характеристик. Возможно применение следующих статистических методов: оценка вероятности исполнения, анализ вероятного распределения потока платежей, деревья решений, имитационное моделирование рисков, а также технология «Risk Metrics».
1. Метод оценки вероятности исполнения позволяет дать упрощенную статистическую оценку вероятности исполнения какого — либо решения путём расчета доли выполненных и невыполненных решений в общей сумме принятых решений.
2. Метод анализа вероятностных распределений потоков платежей позволяет при известном распределении вероятностей для каждого элемента потока платежей оценить возможные отклонения стоимостей потоков платежей от ожидаемых. Поток с наименьшей вариацией считается менее рисковым.
3. Деревья решений обычно используются для анализа рисков событий, имеющих обозримое или разумное число вариантов развития. Они особо полезны в ситуациях, когда решения, принимаемые в момент времени t = n, сильно зависят от решений, принятых ранее, и в свою очередь определяют сценарии дальнейшего развития событий. Предполагает пошаговое разветвление процесса реализации проекта с оценкой рисков, затрат, ущерба и выгод.
4. Имитационное моделирование является одним из мощнейших методов анализа экономической системы; в общем случае под ним понимается процесс проведения на ЭВМ экспериментов с математическими моделями сложных систем реального мира. Имитационное моделирование используется в тех случаях, когда проведение реальных экспериментов, например, с экономическими системами, неразумно, требует значительных затрат и/или не осуществимо на практике. Кроме того, часто практически невыполним или требует значительных затрат сбор необходимой информации для принятия решений, в подобных случаях отсутствующие фактические данные заменяются величинами, полученными в процессе имитационного эксперимента (то есть генерированными компьютером). Базируется на пошаговом нахождении значения результирующего показателя за счёт проведения многократных опытов с моделью.
5. Технология «Risk Metrics» разработана компанией «J.P. Morgan» для оценки риска рынка ценных бумаг. Методика подразумевает определение степени влияния риска на событие через вычисление «меры риска», то есть максимально возможного потенциального изменения цены портфеля, состоящего из различного набора финансовых инструментов, с заданной вероятностью и за заданный промежуток времени.

#### Аналитические методы
Позволяют определить вероятность возникновения потерь на основе математических моделей и используются в основном для анализа риска инвестиционных проектов. Возможно использование таких методов, как анализ чувствительности, метод корректировки нормы дисконта с учетом риска, метод эквивалентов, метод сценариев.
1. Анализ чувствительности сводится к исследованию зависимости некоторого результирующего показателя от вариации значений показателей, участвующих в его определении. Другими словами, этот метод позволяет получить ответы на вопросы вида: что будет с результирующей величиной, если изменится значение некоторой исходной величины?
2. Метод корректировки нормы дисконта с учетом риска является наиболее простым и вследствие этого наиболее применяемым на практике. Основная его идея заключается в корректировке некоторой базовой нормы дисконта, которая считается безрисковой или минимально приемлемой. Корректировка осуществляется путём прибавления величины требуемой премии за риск.
3. С помощью метода достоверных эквивалентов осуществляется корректировка ожидаемых значений потока платежей путём введения специальных понижающих коэффициентов (а) с целью приведения ожидаемых поступлений к величинам платежей, получение которых практически не вызывает сомнений и значения которых могут быть достоверно определены.
4. Метод сценариев позволяет совместить исследование чувствительности результирующего показателя с анализом вероятностных оценок его отклонений. С помощью этого метода можно получить достаточно наглядную картину для различных вариантов событий. Он представляет собой развитие методики анализа чувствительности, так как включает одновременное изменение нескольких факторов. Рассчитываются пессимистический сценарий возможного изменения переменных, оптимистический и наиболее вероятный.

#### Метод экспертных оценок
Представляет собой комплекс логических и математико-статистических методов и процедур по обработке результатов опроса группы экспертов, причем результаты опроса являются единственным источником информации. В этом случае возникает возможность использования интуиции, жизненного и профессионального опыта участников опроса. Метод используется тогда, когда недостаток или полное отсутствие информации не позволяет использовать другие возможности. Метод базируется на проведении опроса нескольких независимых экспертов, например, с целью оценки уровня риска или определения влияния различных факторов на уровень риска. Затем полученная информация анализируется и используется для достижения поставленной цели. Основным ограничением в его использовании является сложность в подборе необходимой группы экспертов.

#### Метод аналогов
Используется в том случае, когда применение иных методов по каким — либо причинам неприемлемо. Метод использует базу данных аналогичных осуществленных проектов для выявления общих зависимостей и переноса их на исследуемый проект.

## Результаты анализа
1. Обновленный реестр портфельных рисков (включается в план по управлению проектами)
- Классификация или список приоритетов портфельных рисков
- Риски сгруппированы по категориям
- Список рисков, требующих краткосрочного реагирования
- Список рисков с низким приоритетом
- Тренды результатов анализа рисков

2. Таблица экспозиций
- Анализ вероятности результата портфеля
- Вероятность достижения целей портфеля